# José Guadalupe Torres Campos

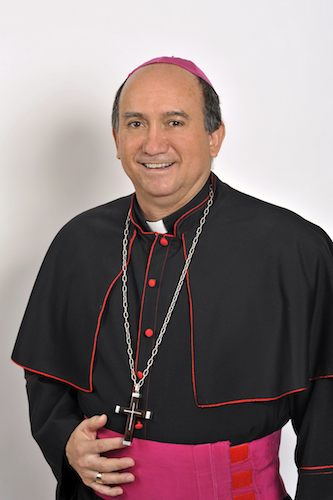
José Guadalupe Torres Campos, 2021

José Guadalupe Torres Campos (* 19. Januar 1960 in León de los Aldama) ist Bischof von Ciudad Juárez.

## Leben
José Guadalupe Torres Campos empfing am 2. Juli 1984 die Priesterweihe für das Erzbistum León. Er wurde am 3. Januar 2004 in den Klerus des mit gleichem Datum errichteten Bistums Irapuato inkardiniert.
Papst Benedikt XVI. ernannte ihn am 10. Dezember 2005 zum Titularbischof von Quiza und Weihbischof in Ciudad Juárez. Die Bischofsweihe spendete ihm der Bischof von Ciudad Juárez, Renato Ascencio León, am 22. Februar des nächsten Jahres; Mitkonsekratoren waren Giuseppe Bertello, Apostolischer Nuntius in Mexiko, und José de Jesús Martínez Zepeda, Bischof von Irapuato.
Am 25. November 2008 wurde er zum ersten Bischof des mit gleichem Datum errichteten Bistums Gómez Palacio ernannt und am 17. Februar des nächsten Jahres in das Amt eingeführt.
Am 20. Dezember 2014 ernannte ihn Papst Franziskus zum Bischof von Ciudad Juárez. Die Amtseinführung fand am 20. Februar des folgenden Jahres statt.